# Laskai Osvát
Laskai Osvát (Osvaldus de Lasko) (Laskó, Baranya vm., 1450 körül – 1511. június 10.) szent Ferenc-rendi minorita szerzetes, a pesti convent főnöke, vikárius, hitszónok.

## Élete
1494-ben esztergomi, 1495-ben pesti házfőnök volt. 1496–1499 között teológiát tanított, 1497-ben a pesti rendház főnöke (gvárdián). 1497. május 14-én pesti vikárius lett lett. 1507-ben ismét a rendtartomány élére nevezték ki. Ebben a minőségében mindkét alkalommal ellátogatott Itáliába, s rendtartomány kolostorait is végiglátogatta.
1499. május 19-én új rendszabályokat fogadtatott el az atyai (ma Šarengrad, Horvátország) kolostorban tartott káptalanon. Ő volt a kezdeményezője a magyar obszerváns rendtartomány története megírásának, mely tulajdonképpen Szalkai Balázs feljegyzéseinek folytatása. Prédikációs kötetei Hagenauban láttak napvilágot, névtelenül. 3 kötetben gyűjtötte össze az egész egyház évre szóló prédikációit Biga salutis, 'Az üdvösség szekere' cím alatt (1497: 112 beszéd a szentek ünnepeire az ünnepek rendjében; 1498: vasárnapi beszédek; nagyböjti prédikációk a Tízparancsolatról, a pokolról), s utóbbihoz egy példatárat is mellékelt, mely szemelvényeket tartalmaz a Speculum exemplorumból. Szerzetestársai kérték fel egy újabb sorozat elkészítésére, melynek címe Gemma fidei, 'A hit gyöngye', melyből 1507-ben csak a Quadragesimale-kötetet adták ki. Temesvári Pelbárt Aurerum Rosarium c. dogmatikai enciklopédiáját ő fejezte be, a harmadik kötetet sajtó alá rendezte, a negyedik pedig teljes egészében az ő munkája. 1478 táján Kapisztrán János életútját is megírta, 1501 és 1510 között pedig ferences rendi krónikát vezette.

## Művei
- Quadragesimale Biga salutis. Hagenau, 1498., 1501., 1506. és 1515.
- Sermones dominicales pertutiles a quodam fratre Hungaro ordinis minorum de observantia comportati Biga salutis intitulati feliciter incipiunt. Hagenau, 1498., 1502., 1506. és 1515.
- Sermones de sanctis perutiles. Uo. 1499., 1502., 1506. és 1516.
- Sermones dominicales pertutiles. Uo. 1499. és 1516.
- Quadragesimale Gemma fidei intitulatum tractans de sacrosancta orthodoxaq. fide catholica ... Uo. 1507. (Mind ezen munkák névtelenül jelentek meg.)

Pelbartus de Temeswar, Aureum Rosarium Theologie. Hagenau, 1503., 1504., 1507. és 1508. Négy kötet. (L. ezen munkát Toldy szerint befejezte.)
A gyöngyösi glosszák codexében: Constitutiones familiae Hungariae observantium, cura vicarialis fratri Osvaldi de Lasko, in capitulo Athyensi 1499. editas cum additionibus probabiliter et statutis Pakosiensibus, descriptas manu cujusdam Fratris Ladislai a. 1512